# Bruno-Marie Duffé
Bruno-Marie Duffé (ur. 21 sierpnia 1951 w Lyonie) – francuski duchowny rzymskokatolicki, sekretarz Dykasterii ds. Integralnego Rozwoju Człowieka w latach 2017–2021.

## Życiorys
Urodził się 21 sierpnia 1951 w Lyonie. W czerwcu 1981 został inkardynowany do archidiecezji Lyon i otrzymał święcenia prezbiteratu których udzielił mu w archikatedrze św. Jana Chrzciciela w Lyonie kard. Alexandre-Charles Renard – arcybiskup metropolita Lyonu i prymas Galii. Pracował duszpastersko w archidiecezji, jednocześnie wykładając na Katolickim Uniwersytecie w Lyonie.
16 czerwca 2017 papież Franciszek mianował go sekretarzem Dykasterii ds. Integralnego Rozwoju Człowieka. 1 lipca 2021, w związku z wygaśnięciem mandatu, zrezygnował z tej funkcji i powrócił do rodzinnej diecezji.